# Boiorix

Migrace Kimbrů a Teutonů a jejich bitvy.

Boiorix (2. století př. l.? - 101 př. n. l. u Vercelli) byl král kmene Kimbrů.

## Život
Jeho největším úspěchem bylo významné vítězství nad římskými legiemi v bitvě u Arausia v roce 105 př. n. l. Pod jeho vedením kmen Kimbrů postupoval do severní Itálie kde v roce 101 př. n. l. utkal s římskými legiemi vedenými Gaiem Mariem poblíže římské osady Vercelli. Podle keltského zvyku Boiorix nejprve vyzval Gaia Maria na osobní souboj, aby se předešlo zbytečnému krveprolití. Tuto výzvu však Gaius Marius nepřijal. V otevřené bitvě, která následovala, se plně projevila převaha římské taktiky nad bojovou zuřivostí Kimbrů. Většina mužů kmene padla, v bitvě zemřel i sám Boiorix. Ženy Kimbrů pobily své děti a následně zabily i samy sebe, aby se uchránily potupného života v římském otroctví.

## Původ jména
Jméno Boiorix je nepochybně keltského původu (přípona -rix znamená že se jedná o krále, takže celé slovo má význam „král Bójů“), kmen Kimbrů je většinou považován za germánský.